# アントン・トマシゥ・リンハルト
アントン・トマシゥ・リンハルト（Anton Tomaž Linhart、1756年12月11日 - 1795年7月14日）は、スロベニアの劇作家、詩人、歴史家。
もっとも著名な作品はスロベニアの最初の喜劇や劇である『Županova micka』（市長の娘）。
スロベニアの史料編纂の基礎を担っていたため、スロベニアの史料編纂の父と呼ばれている。リンハルトはスロベニア人のすべての歴史を書いたため、最初にスロベニア人を一つの民族として述べていた。
ほかの重要な業績は、リュブリャナ地方の教育事務官として、田舎の学校を9から18に増やしたことである。また、中心となる図書館を作った。現在はスロベニアの国立図書館となっている。

## 作品リスト
- Miss Jenny Love （『ミス・ジェニー・ラブ』、悲劇、1780年）
- Blumen aus Krain （『カルニオラの花』、詩集、1781年）
- Versuch Einer Geshichte von Krain und den uebrigen Laendern der suedlichen Slaven Oesterreichs （『カルニオラと南オーストリアのスラブ人の国の歴史』、1788、1791年）
- Županova Micka （『ミツカ、市長の娘』）、喜劇、1790年）
- Ta veseli dan ali Matiček se ženi （『この幸せな日、またはマティチェクの結婚』、喜劇、1790年）